# Xenophanes (cratère)

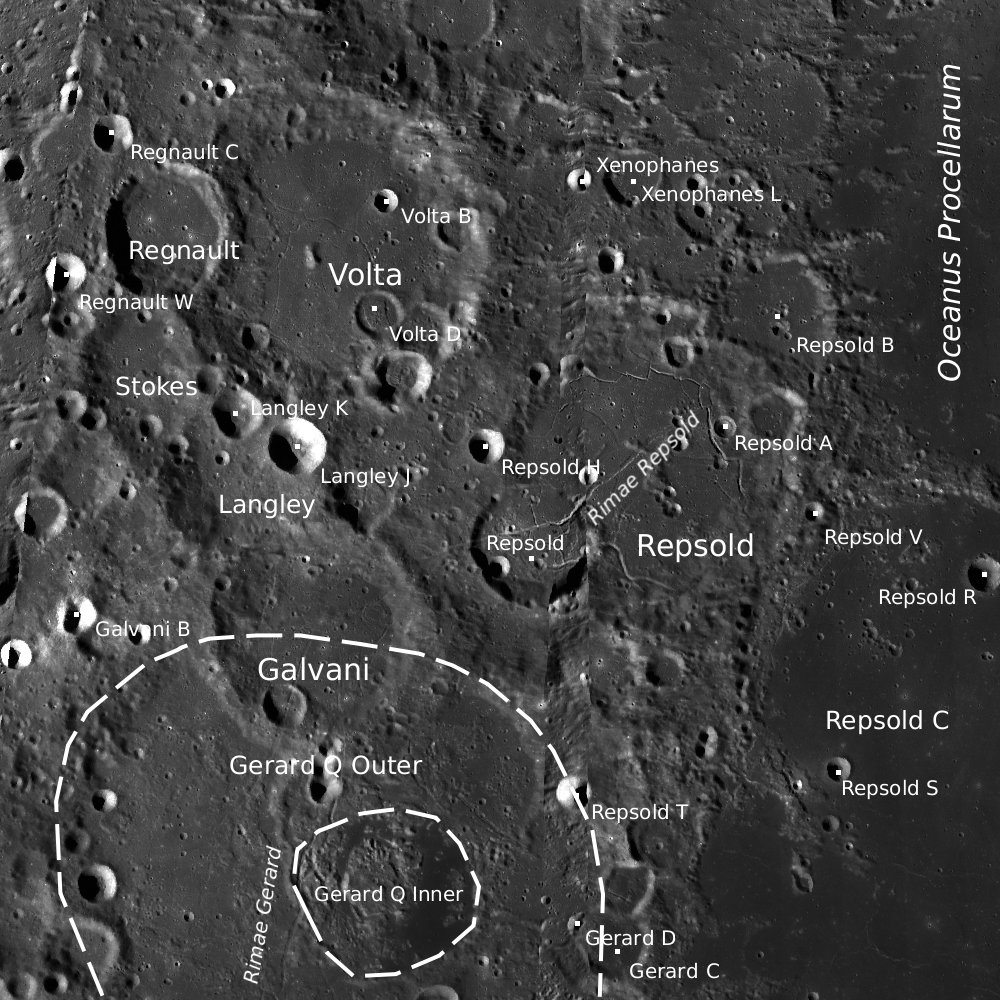
Le cratère Xenophanes à l'ouest de l'Oceanus Procellarum.

 Xenophanes  est un cratère lunaire situé le long du flanc nord-ouest de la face visible de la Lune l'ouest de l'Oceanus Procellarum. Il se trouve juste au nord-est du double cratère Volta et Regnault. Ce cratère a été grandement endommagé et érodé par les impacts ultérieurs. Une chaîne de petits cratères se trouve le long de son rebord nord et nord-est. La surface intérieure est irrégulière, mais le terrain a été inodé[Quoi ?] et recouvert par de la lave basaltique.
En 1976, l'Union astronomique internationale lui a attribué le nom de Xenophane en l'honneur du philosophe et scientifique grec Xénophane.
Par convention, les cratères satellites sont identifiés sur les cartes lunaires en plaçant la lettre sur le côté du point central du cratère qui est le plus proche de Xenophanes.
| Xenophanes | Latitude | Longitude | Diamètre |
| ---------- | -------- | --------- | -------- |
| A          | 60.1° N  | 84.8° W   | 42 km    |
| B          | 59.4° N  | 80.5° W   | 15 km    |
| C          | 59.6° N  | 78.7° W   | 8 km     |
| D          | 58.6° N  | 77.4° W   | 12 km    |
| E          | 58.1° N  | 85.8° W   | 12 km    |
| F          | 56.7° N  | 73.2° W   | 24 km    |
| G          | 56.9° N  | 75.7° W   | 7 km     |
| K          | 58.7° N  | 84.5° W   | 13 km    |
| L          | 54.8° N  | 78.6° W   | 21 km    |
| M          | 54.8° N  | 79.6° W   | 9 km     |

## Liens externes

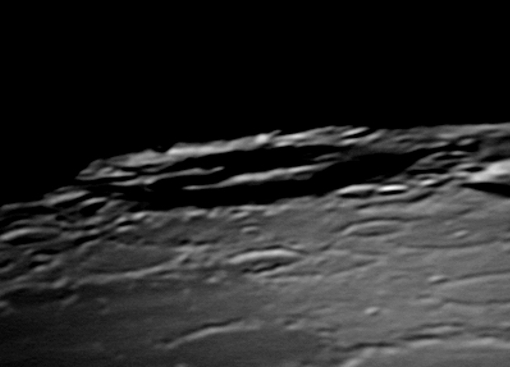
Vue du cratère Xenophanes au moyen d'un télescope.